# Jennifer Couëlle
Pour les articles homonymes, voir Couëlle.
Jennifer Couëlle, née en Italie, est une auteure de livres jeunesse établie à Montréal (Canada). Ses albums et ses recueils de poèmes ont été publiés en France (éditions Pour penser à l’endroit, Riveneuve Éditions), au Québec (éditions de la Bagnole, Planète rebelle, Dominique et compagnie, éditions de l’Isatis), et en Ontario (Pajama Press).

## Biographie
Petite-fille de l'architecte français Jacques Couëlle, fille du peintre Jérôme Couëlle, Jennifer Couëlle est historienne de l'art de formation. Elle a mené à bien un mémoire de maîtrise sur « Le kitsch comme dispositif moderniste » (Université du Québec à Montréal, 1991). De 1989 à 2001, elle a été critique d'art et de théâtre pour de nombreuses publications, dont art press, Canadian Art, Cahiers de théâtre Jeu, Ciel Variable, Espace Sculpture, Esse, ETC, Parachute, Possibles, Spirale, Vie des arts. Elle a également été journaliste culturelle : Le Devoir, Elle Québec, La Presse.
Durant cette période, elle a de plus conçu plusieurs expositions à titre de commissaire, dont  L'Empreinte du vide (André Jasinski), Mois de la photo à Montréal, Galerie Clark et Galerie Trois Points (1999) ; Antidote (la légèreté à l'œuvre), Galerie Plein Sud (1998); Tatouages (Mark Garland), Galerie B-312 (1997) ; et Louis Muhlstock, The Draughtsman/Un dessinateur, Centre des arts Saidye Bronfman (1989).
Depuis le début des années 2000, elle exerce le métier de traductrice pour plusieurs institutions muséales : Musée des beaux-arts de l'Ontario, Musée canadien de la photographie contemporaine, Musée d'art contemporain de Montréal, Musée des beaux-arts du Canada, Musée royal de l'Ontario, Vancouver Art Gallery, entre autres.
Jennifer Couëlle a publié une trentaine d'albums et de recueils de poésie pour enfants depuis 2005. Ses livres Le Cœur dans la tête et Ballons au ciel ont été sélectionnés respectivement pour le prix Chronos de littérature jeunesse 2007 et le prix du Livre jeunesse des bibliothèques de Montréal 2009. Palin - Je veux un animal de compagnie et L'homme sans chaussettes ont été finalistes pour le prix Peuplier du festival La forêt de la lecture, Toronto, en 2015 et 2016 respectivement.
L'écriture de Jennifer Couëlle vise à rejoindre les touts petits. Elle tente de les familiariser très tôt avec la poésie. Jade Bérubé écrira à ce propos, dans un article de la Presse : « L'auteure parvient joyeusement à osciller entre ludique et poétique. » 

## Œuvres
- Le cœur dans la tête, Cholet, Éditions Pour penser à l'endroit, 2005, 16 p. (ISBN 2-915125-11-2)
- La souris qui vit plus loin que le bout de son nez, Cholet, Éditions Pour penser à l'endroit, 2005, 14 p.  (ISBN 2-915125-10-4)
- Un chat sous les draps, Montréal, Planète rebelle, 2007, 36 p. (ISBN 978-2-922528-70-1)
- « Poèmes », Riveneuve Continents no 6, Paris, Riveneuve Éditions, 2008  (ISBN 978-2-914214-36-0)
- Ballons au ciel, Montréal, Planète rebelle, 2008, 43 p. (ISBN 978-2-922528-80-0)
- « Garçon à la mer », Riveneuve Continents no 8, Riveneuve Éditions, Paris, 2009  (ISBN 978-2-914214-80-3)
- Je t'aime comme toi, Montréal, Planète rebelle, 2009, 42 p. (ISBN 978-2-922528-93-0)
- C'est bleu c'est vert, Montréal, Planète rebelle, 2009, 43 p. (ISBN 978-2-923735-01-6)
- Coucou bonheur !, Montréal, Planète rebelle, 2010, 39 p. (ISBN 978-2-923735-09-2)
- Noël : Biscuits pas cuits et autres récits, Montréal, Éditions de la Bagnole, 2011, 32 p. (ISBN 978-2-923342-65-8)
- Mon meilleur meilleur ami, Montréal, Planète rebelle, 2011, 40 p. (ISBN 978-2-923735-24-5)
- Princesse Paola à la maternelle, Montréal, Planète rebelle, 2012, 31 p. (ISBN 9782923735610)
- Cent enfants imaginent comment changer le monde, Montréal, Éditions de la Bagnole, 2013, 48 p. (ISBN 9782897140090)
- Palin - Un caprice au dentifrice, Montréal, Éditions de la Bagnole, 2013, 32 p. (ISBN 9782897140137)
- Palin - Une sortie sens dessus dessous, Montréal, Éditions de la Bagnole, 2013, 32 p. (ISBN 9782897140144)
- Papoumamie, Montréal, Planète rebelle, 2013, 32 p. (ISBN 978-2-92417-403-6)
- Palin - Le tricot rouge, Montréal, Éditions de la Bagnole, 2013, 32 p. (ISBN 978-2-89714-048-9)
- Palin - Je veux un animal de compagnie !, Montréal, Éditions de la Bagnole, 2013, 32 p. (ISBN 978-2-89714-047-2)
- La magie de Sami, Montréal, Planète rebelle, 2014, 35 p. (ISBN 978-2-924174-10-4)
- Le bisou, Saint-Lambert, Dominique et Compagnie, 2014, 25 p. (ISBN 978-2-89686-955-8)
- L’homme sans chaussettes, Montréal, éditions de l’Isatis, 2015, 24 p. (ISBN 978-2-924309-40-7)[9]
- Kiss, Kiss, (trad. anglaise de Le bisou par K. Simon), Toronto, Pajama Press, 2015, 24 p. (ISBN 978-1-927485-86-6)
- Peinture comme printemps, Saint-Lambert, Dominique et compagnie, 2017, 23 p. (ISBN 978-2-89739-737-1)
- Sans manches comme l'été, Saint-Lambert, Dominique et compagnie, 2017, 23 p. (ISBN 978-2-89739-679-4)
- Tricoté comme l'automne, Saint-Lambert, Dominique et compagnie, 2017, 23 p. (ISBN 978-2-89739-927-6)
- Ange comme hiver, Saint-Lambert, Dominique et compagnie, 2017, 23 p. (ISBN 978-2-89739-682-4)
- C comme colère, Saint-Lambert, Dominique et compagnie, 2018, 23 p. (ISBN 978-2-89785-340-2)
- J comme joie, Saint-Lambert, Dominique et compagnie, 2018, 23 p. (ISBN 978-2-89785-342-6)
- D comme dégoût, Saint-Lambert, Dominique et compagnie, 2018, 23 p. (ISBN 9782897854942)
- S comme surprise, Saint-Lambert, Dominique et compagnie, 2019, 23 p. (ISBN 9782897855123)
- T comme tristesse, Saint-Lambert, Dominique et compagnie, 2019, 23 p.  (ISBN 9782897854607)
- P comme peur, Saint-Lambert, Dominique et compagnie, 2019, 23 p. (ISBN 9782897853419)
- Le monde de Méry, Saint-Lambert, Dominique et compagnie, 2019, 23 p. (ISBN 978-2-89785-764-6)
- Espoir, Saint-Lambert, Dominique et compagnie, 2020, 23 p. (ISBN 978-2-89785-948-0)

## Prix et honneurs
- 2007 : Sélectionné pour le Prix Chronos, Le cœur dans la tête[10]
- 2009 : Prix du livre jeunesse des Bibliothèques de Montréal, Ballons au ciel[11]
- 2015 : Prix peuplier du Festival des arbres, Je veux un animal[12]
- 2016 : Prix peuplier du Festival des arbres, L'homme sans chaussettes[13]